# Anna Szymańska
Anna Szymańska est une joueuse de football polonaise née le 5 décembre 1988. Elle évolue au poste de gardienne de but au Medyk Konin ainsi qu'en équipe de Pologne.